# Орге, Лаура
Лаура Орге Вила (исп. Laura Orgue Vila; род. 11 сентября 1986, Игуалада, Барселона, Каталония) — испанская лыжница, член олимпийской сборной Испании по лыжным гонкам на зимних Олимпийских играх 2006, 2010 и 2014. На церемонии закрытия зимних Олимпийских игр в Сочи была знаменосцем сборной Испании. В 2014 году переключилась с лыжных гонок на трейлраннинг.

## Результаты
На зимних Олимпийских играх 2006 принимала участие в дуатлоне и в индивидуальной гонке на 10 километров, в обеих гонках показала 63-й результат. На зимних Олимпийских играх 2010 принимала участие в индивидуальной гонке на 10 километров, в которой заняла 38-е место. В комбинированной гонке преследования заняла 27-е место.